# Franc Kvaternik (arhitekt)
Franc Kvaternik, slovenski arhitekt, * 16. december 1933, Šmarata, † julij 2018.

## Življenje in delo
Rodil se je na Notranjskem, blizu Starega trga pri Ložu, natančneje v Šmarati. Po končani ljubljanski nunski gimnaziji je doštudiral arhitekturo v Ljubljani. V času študija, v gledališki sezoni 1959/1960,  se je vključil v Šentjakobsko gledališče v Ljubljani, kjer je bil inscenator in predsednik društva, ustvaril pa je tudi štiri vloge v 105-tih ponovitvah. Po poroki se je preselil v Savsko naselje v Ljubljani, čez nekaj let pa na Brezovico oz. v Dragomer. Bil je tudi župan Vrhnike v času slovenske osamosvojitve, izvoljen na listi koalicije DEMOS (1990-94).
Kot kandidat koalicije DEMOS je 1990 postal župan Vrhnike. Ukvarjal se je predvsem z načrtovanjem cerkva in kapel.